# 田林姜花
田林姜花（学名：Hedychium tienlinense）为姜科姜花属下的一个种。
田林姜花植株茎高约85厘米，叶片呈长圆状披针形。生长于低海拔山坡沟边，分布地区包括中国广西等地。

## 扩展阅读
- 維基物種上的相關：田林姜花